# Goshen (Utah)
Pour les articles homonymes, voir Goshen.
Goshen est une municipalité américaine située dans le comté d'Utah au sein de l'État du même nom.
Lors du recensement de 2010, sa population est de 921 habitants. La municipalité s'étend sur 0,81 mille carré (2,1 km2).
La localité a connu diverses appellations Sodom, Sandtown, Mechanicsville et Little Goshen. Elle s'implante sur son emplacement actuel au printemps 1868 et retrouve son nom d'origine Goshen, donné par l'évêque mormon Phineas W. Cooke, originaire de Goshen dans le Connecticut.